# Olympische Sommerspiele 1984/Teilnehmer (Belgien)
| Gelbes Symbol für Goldmedaillen mit stilisierten Olympischen Ringen | Graues Symbol für Silbermedaillen mit stilisierten Olympischen Ringen | Braundes Symbol für Bronzemedaillen mit stilisierten Olympischen Ringen |
| ------------------------------------------------------------------- | --------------------------------------------------------------------- | ----------------------------------------------------------------------- |
| 1                                                                   | 1                                                                     | 2                                                                       |

Belgien nahm an den Olympischen Sommerspielen 1984 in Los Angeles, USA, mit einer Delegation von 63 Sportlern (47 Männer und 16 Frauen) teil.

## Medaillengewinner

### Gold
| Name(n)       | Sportart | Wettkampf    |
| ------------- | -------- | ------------ |
| Roger Ilegems | Radsport | Punktefahren |

### Silber
| Name(n)                          | Sportart | Wettkampf    |
| -------------------------------- | -------- | ------------ |
| Pierre-Marie Deloof & Dirk Crois | Rudern   | Doppelzweier |

### Bronze
| Name(n)          | Sportart  | Wettkampf               |
| ---------------- | --------- | ----------------------- |
| Ann Haesebrouck  | Rudern    | Frauen, Einer           |
| Ingrid Lempereur | Schwimmen | Frauen, 200 Meter Brust |

## Teilnehmer nach Sportarten

### Bogenschießen
- Marnix Vervinck
Einzel: 7. Platz

- Patrick DeKoning
Einzel: 14. Platz

- Willy Van Den Bossche
Einzel: 26. Platz

- Marie-Claire Van Stevens
Frauen, Einzel: 22. Platz

- Raymonde Verlinden
Frauen, Einzel: 40. Platz

### Fechten
- Thierry Soumagne
Florett, Einzel: 8. Platz
Florett, Mannschaft: 8. Platz
Degen, Einzel: 42. Platz

- Peter Joos
Florett, Einzel: 20. Platz
Florett, Mannschaft: 8. Platz

- Stefan Joos
Florett, Einzel: 22. Platz
Florett, Mannschaft: 8. Platz
Degen, Einzel: 47. Platz

- Stéphane Ganeff
Florett, Mannschaft: 8. Platz
Degen, Einzel: 36. Platz

### Judo
- Philip Laats
Halbleichtgewicht: 9. Platz

- Robert Van de Walle
Halbschwergewicht: 18. Platz

### Kanu
- Antoon de Brauwer
Einer-Kajak, 500 Meter: Halbfinale
Einer-Kajak, 1000 Meter: Halbfinale

- Patrick de Bucke
Zweier-Kajak, 500 Meter: Halbfinale
Zweier-Kajak, 1000 Meter: 9. Platz

- Patrick Hanssens
Zweier-Kajak, 500 Meter: Halbfinale
Zweier-Kajak, 1000 Meter: 9. Platz

- Marleen Kuppens
Frauen, Zweier-Kajak, 500 Meter: 9. Platz

- Lutgarde Thijs
Frauen, Zweier-Kajak, 500 Meter: 9. Platz

### Leichtathletik
- Ronald Desruelles
100 Meter: Vorläufe

- Bob Verbeeck
5000 Meter: Halbfinale

- Vincent Rousseau
5000 Meter: Vorläufe

- Karel Lismont
Marathon: 24. Platz

- Armand Parmentier
Marathon: 30. Platz

- Johan Geirnaert
Marathon: 41. Platz

- Michel Zimmermann
400 Meter Hürden: 7. Platz

- Rik Tommelein
400 Meter Hürden: Halbfinale

- William Van Dijck
3000 Meter Hindernis: Halbfinale

- Peter Daenens
3000 Meter Hindernis: Halbfinale

- Eddy Annys
Hochsprung: 15. Platz in der Qualifikation

- Ria Van Landeghem
Frauen, Marathon: 21. Platz

- Marie-Christine Deurbroeck
Frauen, Marathon: 24. Platz

- Francine Peeters
Frauen, Marathon: 29. Platz

- Christine Soetewey
Frauen, Hochsprung: 22. Platz in der Qualifikation

### Radsport
- Carlo Bomans
Straßenrennen: DNF

- Ronny Van Sweevelt
Straßenrennen: DNF

- Frank Verleyen
Straßenrennen: DNF

- Frank Orban
Sprint: 7. Runde

- Rudi Ceyssens
4000 Meter Einzelverfolgung: 9. Platz
4000 Meter Mannschaftsverfolgung: 8. Platz
Punkterennen: 11. Platz

- Roger Ilegems
4000 Meter Mannschaftsverfolgung: 8. Platz
Punkterennen: Gold

- Peter Roes
4000 Meter Mannschaftsverfolgung: 8. Platz

- Joseph Smeets
4000 Meter Mannschaftsverfolgung: 8. Platz

### Reiten
- Herman Van den Broeck
Springreiten, Einzel: 25. Platz
Springreiten, Mannschaft: 13. Platz

- Ferdi Tyteca
Springreiten, Einzel: 42. Platz
Springreiten, Mannschaft: 13. Platz

- Axel Verlooy
Springreiten, Einzel: DNF
Springreiten, Mannschaft: 13. Platz

### Rhythmische Sportgymnastik
- Sarina Roberti
Einzel: 24. Platz in der Qualifikation

### Rudern
- Pierre-Marie Deloof
Doppelzweier: Silber

- Dirk Crois
Doppelzweier: Silber

- William Defraigne
Zweier mit Steuermann: 11. Platz

- Guy Defraigne
Zweier mit Steuermann: 11. Platz

- Philippe Cuelenaere
Zweier mit Steuermann: 11. Platz

- Ann Haesebrouck
Frauen, Einer: Bronze

### Schießen
- Frank Arens
Luftgewehr: 12. Platz

- Gilbert Hoef
Kleinkaliber, liegend: 25. Platz

- Gilbert Duchateau
Trap: 33. Platz

- Étienne Vivier
Trap: 33. Platz

- Eric Lombard
Skeet: 51. Platz

- Marie-Louise Hosdey
Frauen, Luftgewehr: 23. Platz

### Schwimmen
- Marc Van de Weghe
400 Meter Freistil: 20. Platz
1500 Meter Freistil: 19. Platz

- Sabine Pauwels
Frauen, 100 Meter Rücken: 15. Platz
Frauen, 200 Meter Rücken: 18. Platz
Frauen, 200 Meter Lagen: 17. Platz

- Yolande Van der Straeten
100 Meter Rücken: 22. Platz
200 Meter Rücken: 13. Platz

- Ingrid Lempereur
Frauen, 100 Meter Brust: 10. Platz
Frauen, 200 Meter Brust: Bronze

### Segeln
- Philippe Willems
Finn-Dinghy: 22. Platz

### Synchronschwimmen
- Patricia Serneels
Einzel: 15. Platz
Duett: 15. Platz

- Katia Overfeldt
Einzel: 42. Platz
Duett: 15. Platz

### Wasserspringen
- Tom Lemaire
Kunstspringen: 16. Platz in der Qualifikation
Turmspringen: 19. Platz in der Qualifikation